# 救仁郷繁
救仁郷 繁（くにごう しげる、1907年3月6日 - 2001年5月26日）は、日本の翻訳家、経済学者。
北海道札幌市生まれ。北海道帝国大学農学部農業経済学科卒。1962年「西ドイツの農業経済」で北海道大学農学博士。ソ連の農業経済などに関する著作を翻訳した。

## 著書
- 『西ドイツの農業経済』農林水産業生産性向上会議 世界農業経済概観 1960
- 『北大文武会事件の回想 一九二八年の全学ストライキの記録』みやま書房 1981
- 『評伝千葉七郎 明治生れの教師の残した道標』網走学園網走高等学校 1987

### 共著など
- 『救仁郷家概史』救仁郷建共著 救仁郷建 1974
- 救仁郷断二『大崎町史 古代-幕末編 新訂』救仁郷建共校訂 至言社 1997

### 翻訳
- アインチヒ『世界財政・金融年報 1』渋川貞樹共訳 叢文閣 1938
- E.シエルベニンク『戦時産業動員論 各国産業動員計画』渋川貞樹共訳 白揚社 1939
- A.チシュカ『二十億人のパン 世界の食糧栄養問題』萬里閣 1940
- アインチッヒ『世界政治・金融年報 第2輯(1940年度) (欧洲大戦の解剖)』渋川貞樹共訳 白揚社 1940
- ケインズ『戦費と国民経済』東亜書局 1940
- ジョン・フレデリック・チャールズ・フラー『全体主義戦争論 伊・エ戦争の分析と将来戦』渋川貞樹共訳 高山書院 1940
- ニコル・スミス『滇緬公路 雲南・ビルマルート視察記』万里閣 1940
- E.ワーゲマン『独逸経済の理論 巨額の戦費はどこから出るか?』東亜書局 1940
- W.クラウス編『ナチス農業政策』渋川貞樹共訳 三省堂 1941
- W.グレッツァー『蘭印の農業経済 その基礎と発展傾向』白揚社 1941
- アントン・チシュカ『科学は独占を破る』那珂書店 1943
- ハンス・ハルトマン『石炭は世界を支配する』那珂書店 1944
- ワルター・ホーファー『ナチス・ドキュメント 1933-1945年』論争社 1960　ぺりかん社、1975
- 『トロツキー選集 第3　左翼反対派の綱領』現代思潮社 1961
- アーサー・M・シュレジンガー『ローズヴェルトの時代 第1 旧体制の危機 1919-1933』論争社 1962
- エフゲニー・プレオブラジェンスキー『新しい経済 ソビエト経済に関する理論的分析の試み』現代思潮社 1967
- コミンテルン・ドキュメント 第1 (1919-1922)』ジェーン・デグラス編著 荒畑寒村, 大倉旭共訳 現代思潮社 1969
- ケインズ『説得評論集』ぺりかん社 1969
- 『ブハーリン著作選 第1 (過渡期経済論)転形過程の一般理論』現代思潮社 1969
- ツガンーバラノフスキー『英国恐慌史論 新訳』ぺりかん社 1972
- ケインズ『講和の経済的帰結』ぺりかん社 1972
- ホルスト・ドゥーンケ『ドイツ共産党 1933-45年』ぺりかん社 1974-75
- プレオブラジェンスキー『新しい経済 ソビエト経済に関する理論的分析の試み』現代思潮社 1976
- ジョン・ルカーチ『大過渡期の現代』ぺりかん社 1978
- エーリッヒ・アイク『ワイマル共和国史』全4巻　ぺりかん社 1983-89
- エーリッヒ・アイク『ビスマルク伝』第1-2巻 ぺりかん社 1993-94

## 注
1. ↑  『現代日本人名録』1987年
2. ↑  『人物物故大年表』